# علیرضا تل جنگانی
علیرضا تل جنگانی
(دارای گواهینامه استادی از انجمن خوشنویسان ایران و نشان (گواهی نامه )درجه یک هنری از وزارت فرهنگ و ارشاد اسلامی)
تل جنگانی سوم دی ماه ۱۳۴۹ در شیراز متولد شد و از سنین کودکی فراگیری خوشنویسی را آغاز نمود.
در سال ۱۳۶۸ در حالی که فقط ۱۸ سال داشت پس از اخذ درجه ممتاز به عنوان مدرس انجمن خوشنویسان ایران کار تدریس خوشنویسی را آغاز نمود.
تل جنگانی به عنوان یکی از پایه گذاران و سردبیر نشریه تخصصی کلک دیرین با نوشتن مقالات و یادداشت هایی تحت عنوان سخن آغاز در هر شماره از این نشریه در زمینه تحقیق در خوشنویسی نیز فعال بوده است که از آن جمله مقاله ی شیراز خاستگاه نستعلیق می باشد.
تل جنگانی در سال ۱۳۸۷ موفق به اخذ درجه استادی در خط نستعلیق گردید و همچنین دارای گواهینامه ی درجه یک هنری (دکترا) از وزارت فرهنگ و ارشاد اسلامی می باشد.
نام استادان : حمید دیرین، غلامحسین امیرخانی، علی شیرازی
او از سن ۱۲ سالگی با حضور در کلاس حمید دیرین آموزش خوشنویسی را به طور جدی آغاز کرد و در سن ۱۸ سالگی موفق به اخذ درجه ممتاز از انجمن خوشنویسان ایران شد و از همان سال یعنی سال ۱۳۶۸ در انجمن خوشنویسان شعبه شیراز مشغول تدریس خوشنویسی به هنرجویان گردید.
او کار خوشنویسی را در سه رشته آموزشی، تحقیق و ارائه آثار با قوت و پشتکار زیاد دنبال کرده است. در زمینه آموزش علاوه بر همکاری مستمر با انجمن خوشنویسان ایران در سال ۱۳۷۴ با تأسیس آموزشگاه هنری سلک فعالیت آموزشی خود را گسترش داد. تربیت هنرجویان بسیار که هر یک خود هنرمندان شایسته‌ای در زمینه خوشنویسی شده‌اند حاصل این تلاش است.
در زمینه تحقیق نیز او به عنوان سردبیر کلک دیرین تنها نشریه تخصصی خوشنویسی در ایران سالها به رشد و شکوفائی این هنر در کشور کمک کرده است.
انجمن خوشنویسان ایران در اولین صدور مدارک فوق ممتاز خوشنویسی در سال ۱۳۸۶ گواهینامه فوق ممتاز و در سال ۱۳۸۷ بنا به مصوبه شورای ارزشیابی هنری انجمن خوشنویسان ایران گواهینامه استادی در خط نستعلیق را به علیرضا تل جنگانی به جهت سابقه و فعالیتهای آموزشی اعطا کرد؛ که در سال ۱۳۸۸ گواهینامه ایشان مجدداً توسط شورای ارزشیابی جدید مورد تأیید قرار گرفت. وی از سال ۶۸ و پس از اخذ مدرک ممتاز تاکنون از محضر استادان شاخص معاصر غلامحسین امیرخانی و علی شیرازی بهره‌مند است.

## نمایشگاه‌ها
بخشی از فعالیتهای نمایشگاهی او به شرح زیر است.

### نمایشگاه‌های انفرادی
- نگارخانه وصال شیراز ۱۳۷۶
- نگارخانه آزادی ۱۳۷۷
- نگارخانه ملی شیراز ۱۳۸۰
- دانشگاه شیراز ۱۳۸۰
- نگارخانه سیرنگ پاییز ۱۳۸۴
- نگارخانه سلک زمستان ۱۳۸۴
- نگارخانه سلک ۱۳۸۵
- باغ مهر شیراز ۱۳۸۸
- نمایشگاه لیسبون (پرتغال) ۲۰۱۲
- نمایشگاه مسقط (عمان) ۲۰۱۳

### نمایشگاه‌های جمعی
- جشنواره طریق جاوید تهران ۱۳۸۱
- جشنواره علوم قرآنی ۱۳۷۸
- جشنواره علوم قرآنی ۱۳۷۹
- جشنواره امام علی تهران
- جشنواره جهان اسلام ترکیه ۲۰۰۲ میلادی
- هفته خوشنویسی نگارخانه وصال شیراز
- جشنواره علوم قرآنی تهران بخش مدعوین ۱۳۸۸
- جشنواره فجر تهران بخش مدعوین ۱۳۸۸
- نمایشگاه استادان ایران و ترکیه مرکز فرهنگی هنری صبا ۱۳۸۸
- نمایشگاه استادان بزرگ نستعلیق موزه هنرهای معاصر ۱۳۸۷[۷]
- کلیه نمایشگاه‌های جمعی انجمن خوشنویسان از سال ۱۳۶۸ تاکنون[۸][۹]
- نمایشگاه شیدایی قلم (منتخب آثار سیاه مشق نویسان ایران) و نشست تخصصی سیاه مشق ایران در مشهد مقدس بهمن ۱۳۹۵

## جوایز و افتخارات
علیرضا تل جنگانی در جشنواره‌های مختلفی موفق به کسب جایزه و رتبه گردیده‌است که بخشی از آن به این شرح است:
- جشنواره جهان اسلام تهران ۱۳۷۶ هجری شمسی (کسب لوح افتخار)
- جشنواره جهان اسلام ترکیه ۱۹۹۸ میلادی (کسب لوح افتخار و جایزه نقدی)
- جشنواره خوشنویسی استان فارس (نفر اول بخش نستعلیق)
- جشنواره جهان اسلام ترکیه ۲۰۰۷ میلادی (کسب لوح افتخار و جایزه نقدی در دو رشته)
- جشنواره کشوری رضوی ۱۳۸۹(نفر اول بخش نقاشی خط و نفر برگزیده بخش تجسمی)[۱۰]
- جشنواره کشوری رضوی ۱۳۸۷[۱۱]
- جشنواره خانه دوست (نفر اول بخش خوشنویسی)
- جشنواره طریق جاوید تهران ۱۳۷۷ هجری شمسی (کسب لوح افتخار و جایزه نقدی)
- جشنواره خوشنویسی جهان اسلام ترکیه ۲۰۱۰ (کسب لوح افتخار و جایزه نقدی)[۱۲]
- جشنواره خوشنویسی کشوری نینوا ۱۳۸۹(رتبه دوم)
- جشنواره ملی خوشنویسی رضوی (منتخب بخش نستعلیق) ۱۳۹۲  بایگانی‌شده  در ۱۱ فوریه ۲۰۱۷ توسط Wayback Machine
  - شرکت در همایش خوشنویسان جهان اسلام در استانبول ترکیه ۲۰۱۴
- چهارمین دوسالانه بین‌المللی خوشنویسی ایران در قزوین (برگزیدهٔ نستعلیق) ۱۳۹۵  بایگانی‌شده  در ۱۱ فوریه ۲۰۱۷ توسط Wayback Machine